# Les Obsessions sexuelles d'un veuf
Pour plus de détails, voir Fiche technique et Distribution.
Les Obsessions sexuelles d'un veuf (Le inibizioni del dottor Gaudenzi, vedovo col complesso della buonanima) est un film italien réalisé par Giovanni Grimaldi, sorti en 1971.

## Synopsis
Francesco Gaudenzi est un industriel sicilien qui a juré « fidélité éternelle ». À peine devenu veuf, Francesco est confronté aux avances de Paola qui finit par le convaincre que le serment ne serait plus valable en cas de remariage. Quand Francesco et Paola décident de consommer par anticipation la première nuit de noces, un violent tremblement de terre secoue la ville...

## Fiche technique
- Titre original : Le inibizioni del dottor Gaudenzi, vedovo col complesso della buonanima
- Titre français : Les Obsessions sexuelles d'un veuf
- Réalisation : Giovanni Grimaldi
- Scénario : Giovanni Grimaldi
- Montage : Daniele Alabiso
- Musique : Nico Fidenco
- Pays d'origine : Italie
- Genre : comédie
- Date de sortie : 1971

## Distribution
- Carlo Giuffré : Francesco Gaudenzi
- Françoise Prévost : Laura Gaudenzi
- Katia Christine : Paola Uzzeda
- Saro Urzì : Salvatore Uzzeda
- Paolo Carlini : prof. Viscardi
- Linda Sini : la femme de Viscardi
- Carla Romanelli
- Renata Zamengo